# 아미노아실 tRNA 합성효소
아미노아실 tRNA 합성효소(aminoacyl tRNA synthetase, aaRS)는 tRNA에 적절한 아미노산을 연결하는 효소이며, 이렇게 형성된 아미노아실 tRNA는 이후 리보솜에서 단백질의 번역에 활용된다. 인간의 경우, 아미노산의 개수에 상응하는 20 종류의 효소가 있어야 하나 글루탐산을 활성화하는 ERS와 프롤린을 활성화하는 PRS가 하나의 EPRS로 존재하기 때문에 총 19 종류만 존재한다. 다만 미토콘드리아에서는 두 효소가 별개이기에 20 종류가 존재한다.

## 작용원리
처음 합성효소에 ATP가 붙고 아미노산 또는 전구체가 붙어서 아미노아실-아데닐레이트를 형성한다. 이때 피로인산이 방출된다. 아데닐레이트와 효소간의 복합체가 tRNA 분자에 붙는다. 그리고 아미노산이 효소로부터 옮겨진다.
다음 반응을 화학 반응식으로 표시하면:
```
                                     아미노산 + ATP → 아미노아실-AMP + PPi (1)
```

```
                                     아미노아실-AMP + tRNA → 아미노아실-tRNA + AMP (2)
```

두 반응을 합친 전체 반응식:
```
                                     아미노산 + tRNA + ATP → 아미노아실-tRNA + AMP + PPi
```

## 분류기준
아미노아실 tRNA 합성효소가 tRNA에 3'-말단에 있는 아데닌에 아미노산이 전달될 때, 2'-OH에 붙는가 3'-OH에 붙는 가에 따라 Class I과 Class II로 분류된다.

### Class I 아미노산 계열
아르기닌, 시스테인, 글루탐산, 글루타민, 이소류신, 류신, 메티오닌, 트립토판, 발린, 티로신

### Class II 아미노산 계열
알라닌, 아스파르트산, 아스파라긴, 글리신, 히스티딘, 리신, 페닐알라닌, 프롤린, 트레오닌, 세린

## 아미노아실 tRNA 합성효소 다량체 MSC(MULTI-AMINOACYL-TRNA SYNTHETASE COMPLEXES)의 존재
고등생명체에서 아미노아실 tRNA 합성효소는 8개의 아미노아실 tRNA 합성효소(RRS,QRS,MRS,IRS,LRS,EPRS,DRS,KRS)와 3개의 아미노아실 tRNA 합성효소-연결 다기능 단백질(Aminoacyl-tRNA synthetase-interacting multifunctional protein) (AIMP1;p43,AIMP2;p38,AIMP3;p18)로 구성되어 있다.